# Captain Alatriste
Captain Alatriste (originaltitel: Alatriste) är en spansk film från 2006 i regi av Agustín Díaz Yanes. I huvudrollen ses Viggo Mortensen.

## Handling
Viggo Mortensen spelar den folkskygge kaptenen Don Diego Alatriste i denna riddarhistoria från 1600-talets Spanien. Vi följer honom och hans trofasta följeslagare Iñigo på deras äventyrliga och fartfyllda färd, både som lönnmördare i Madrid och som krigshjältar i Flandern. 
Redan som 15-åring är Alatriste hyllad som krigsveteran, som 17-åring dödar han sin första motståndare i duell och som 18-åring förvärvar han titeln som kapten. När sedan pengarna börjar sina, bjuder han ut sina tjänster som lönnmördare åt den rika adeln i Sevilla och Madrid. Mortensen spelar huvudrollen i en äventyrsfilm baserad på Arturo Pérez-Revertes romankaraktär kapten Diego Alatriste.

## Om filmen
Spaniens genom tidernas dyraste film med en budget på €24,000,000 (240 miljoner kronor).

## Skådespelare
- Viggo Mortensen
- Unax Ugalde
- Ariadna Gil
- Elena Anaya
- Eduardo Noriega
- Javier Cámara
- Juan Echanove
- Enrico Lo Verso
- Blanca Portillo
- Eduard Fernández
- Francesc Garrido